# HMS Arbutus (K403)
HMS Arbutus (K403) je bila korveta izboljšanega razreda Flower, ki je med drugo svetovno vojno plula pod zastavo Kraljeve vojne mornarice.

## Zgodovina
5. julija 1944 je Kraljeva vojna mornarica predala korveto Kraljevi novozelandski vojni mornarici, ki jo je preimenovala v HMNZS Arbutus (K403). Leta 1948 je bila korveta vrnjena Združenemu kraljestvu, nato pa je bila junija 1951 razrezana v Dunstonu.